# DB Vertrieb

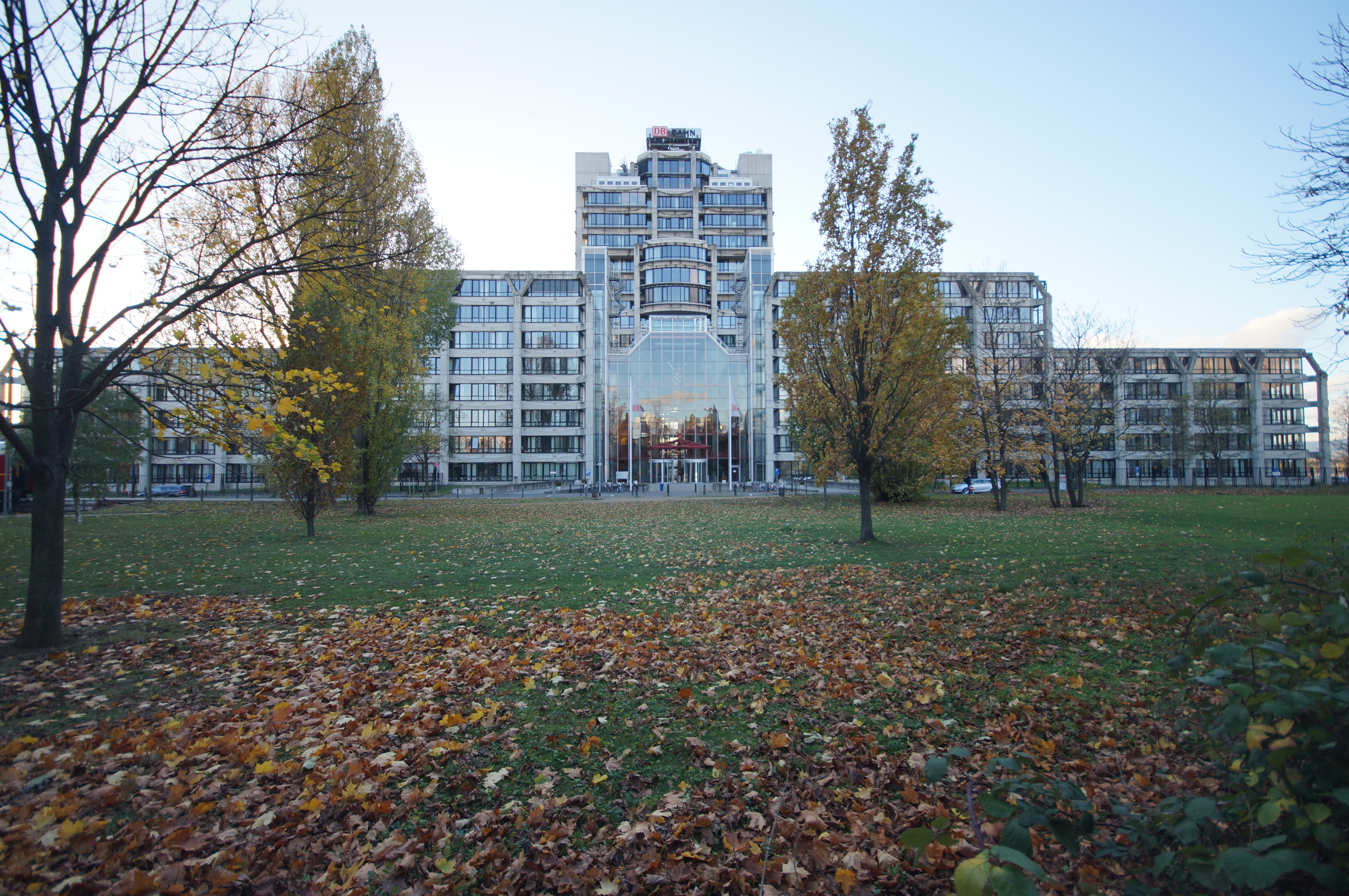
Alter Firmensitz von DB Vertrieb in Frankfurt am Main

Die DB Vertrieb GmbH mit Sitz in Frankfurt am Main ist eine hundertprozentige Tochter der Deutschen Bahn AG. Sie entstand 2005 aus der DB Personenverkehr GmbH.

## Aufgaben

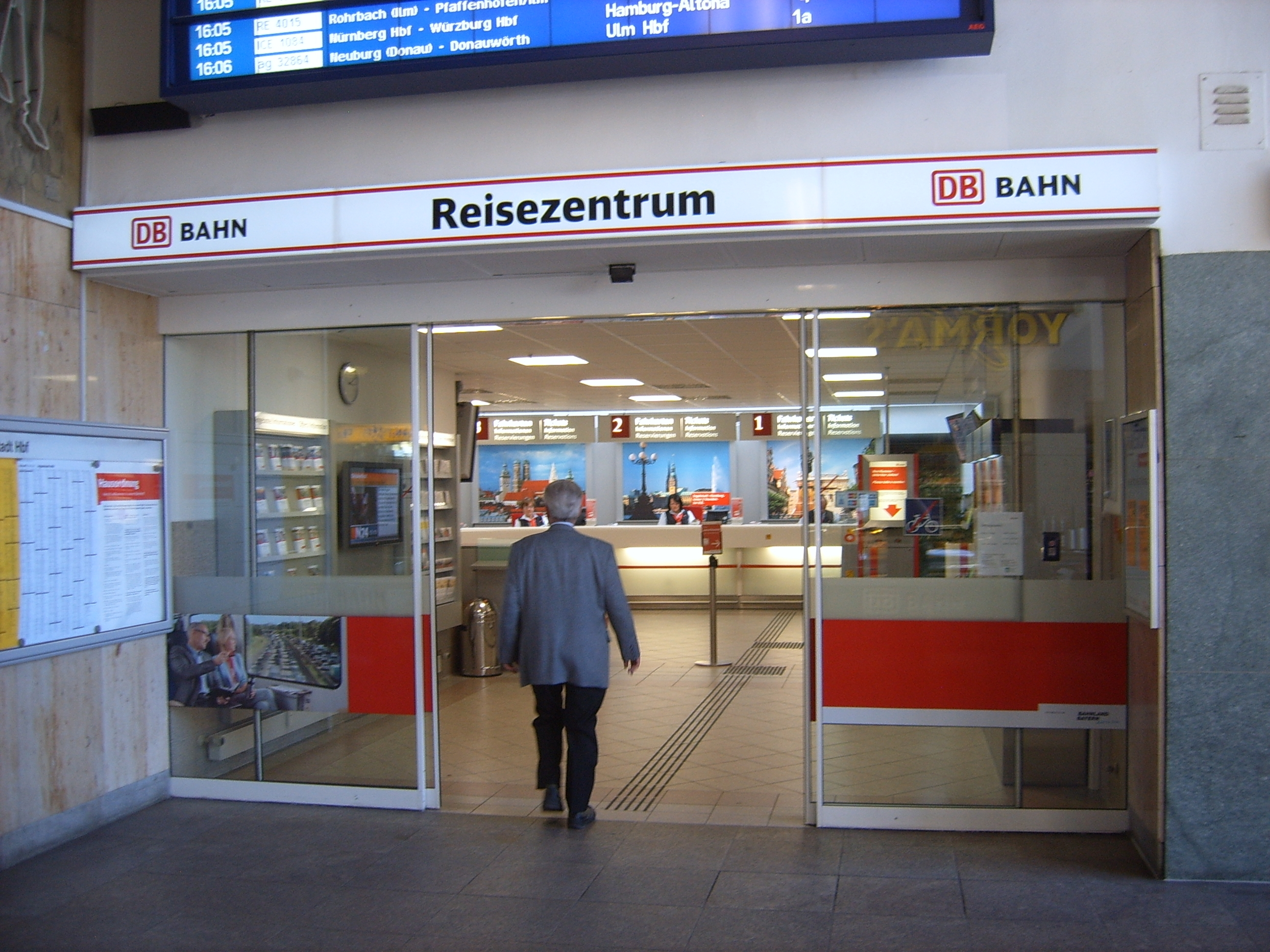
Reisezentrum in Ingolstadt Hauptbahnhof

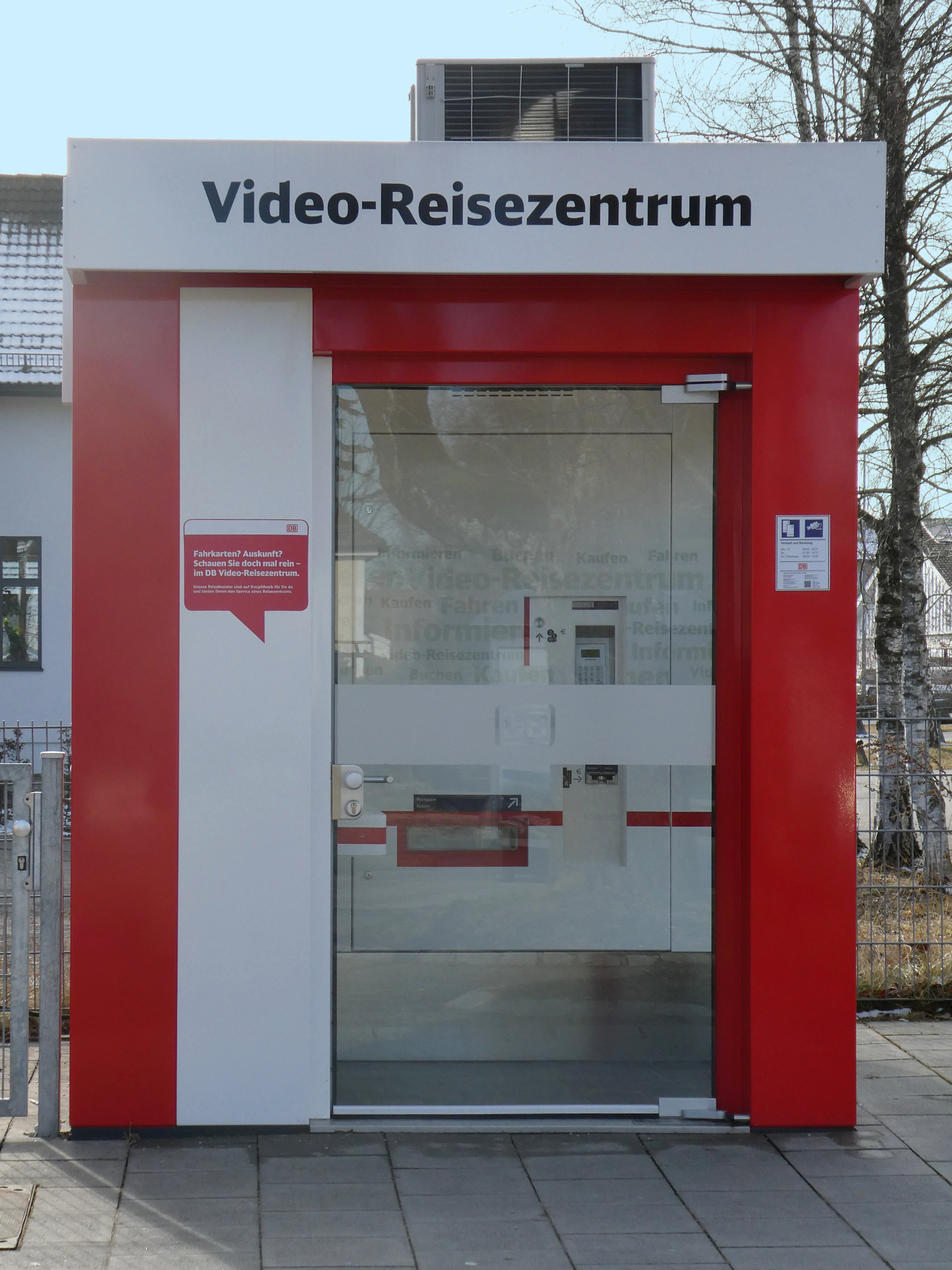
Video-Reisezentrum in Penzberg

Die DB Vertrieb GmbH ist für Vertriebssysteme und Vertriebsinfrastruktur im DB-Konzern zuständig. Zu ihren Aufgaben zählt die Entwicklung wirtschaftlicher und kundennaher Vertriebsstrukturen, Schulung und Information des Vertriebs sowie Erlösabrechnung und Vertriebscontrolling. Der operative Vertrieb wird über ein Vertriebskanalmanagement mit der Zentrale in Frankfurt am Main und drei regionalen Vertriebsleitungen Nord-Ost (Hamburg, Berlin), West (Köln, Frankfurt am Main) und Süd (Stuttgart, München) gesteuert.
Das Vertriebskanalkonzept richtet die Vertriebsorganisation auf die unterschiedlichen Bedürfnisse ihrer Kunden aus. Die acht Vertriebswege der Bahn sind Reisezentrum / Vertriebsmobil, Mobility Center, Fahrkartenautomat, Internet, Reisebüro mit DB-Lizenz, Verkauf im Zug, Abo-Center und Callcenter.
Die Callcenter werden durch die Tochtergesellschaft DB Dialog GmbH betrieben.

## Geschichte
Im Jahr 2007 erzielte das Unternehmen einen Umsatz von 6,3 Milliarden Euro. Dem Unternehmen sind u. a. die rund 420 Reisezentren der Deutschen Bahn zugeordnet. Diese Zahl soll nach Unternehmensangaben langfristig erhalten bleiben. Zusammen mit rund 3.000 DB-Agenturen sollen sie den Fahrkartenverkauf in der Fläche sicherstellen. Bis Mitte Dezember betrieb die DB Vertrieb GmbH außerdem das Reiseportal start.de.
Mehr als 80 Mitarbeiter des Unternehmens betreuen mehr als 26.000 Unternehmenskunden. Darunter sind rund 90, die jährlich mehr als 1,5 Millionen Euro für Bahnfahrten aufwenden. Rund 1.000 Unternehmen wenden zwischen 50.000 und 1,5 Millionen Euro auf, rund 25.000 Unternehmen liegen unter 50.000 Euro.
Zusätzlich betreibt die DB Vertrieb GmbH etwa 7.000 Automaten, die im Jahre 2012 etwa 190 Mio. Fahrkarten verkauften.
2012 entwickelte DB Vertrieb das Mobilitätsportal Qixxit, welches von Juni 2014 an auch als App für die Betriebssysteme iOS und Android sowie als Desktopvariante zur Verfügung stand. Das als „persönlicher Reisebegleiter“ konzipierte Portal kombinierte alle öffentliche Verkehrsmittel inklusive Mietwagen oder Taxis für eine möglichst optimale und hausnummerngenaue Verbindungsauskunft von A nach B. Qixxit verstand sich dabei als neutraler Mobilitätsberater, mit dessen Hilfe Nutzer Verbindungsalternativen in einer Anwendung suchen, vergleichen und buchen konnten. Im Dezember 2016 wurde von der DB AG die QT Mobilitätsservice GmbH in Berlin gegründet, die das Portal bis zum Verkauf des Unternehmens im Juli 2019 an die Lastminute.com Group weiterführte.
Das Bundeskartellamt eröffnete Anfang 2014 ein Verfahren gegen die Deutsche Bahn wegen des Verdachts des Missbrauchs einer marktbeherrschenden Stellung. Wettbewerber hatten unter anderem moniert, das Unternehmen verlangte überhöhte Provisionen für den Verkauf von Fahrkarten und hindere sie darin, Fahrkarten in Bahnhöfen zu verkaufen. Laut einem im März 2016 vorliegenden Zwischenbescheid sieht die Behörde den Anfangsverdacht bestätigt. Unter anderem stehe dem Unternehmen eine deutlich geringere Umsatzbeteiligung zu, als es umgekehrt von der Konkurrenz für den Verkauf fremder Tickets verlange. Das Ausmaß dieser Spreizung sei wettbewerbswidrig. Die Deutsche Bahn kündigte verschiedene Veränderungen an und erlaube es in neuen Mietverträgen nunmehr, in Bahnhöfen Fahrkarten von Wettbewerbern zu verkaufen. Das Kartellamt prüft, ob die Zugeständnisse ausreichen, um das Verfahren einzustellen. Das Bundeskartellamt kam in einer vorläufigen kartellrechtlichen Einschätzung zu dem Schluss, dass die Deutsche Bahn ihre marktbeherrschende Stellung missbräuchlich ausgenutzt habe. Nachdem die Deutsche Bahn sich zu Veränderungen verpflichtete, stellte das Bundeskartellamt im Mai 2016 das Verfahren ein. Unter anderem ist die Provisionsspreizung zu beenden, der Verkauf von Fahrkarten anderer Eisenbahnverkehrsunternehmen in Geschäften auf Bahnhöfen der Deutschen Bahn zu erlauben und es Verkehrsunternehmen zu ermöglichen, Fahrkarten für DB Fernverkehr zu vertreiben.
In einem Mitte 2017 vorgelegten Sondergutachten kritisierte die Monopolkommission unter anderem, dass bei Tarif- und Vertriebskooperationen die Bedingungen durch die DB vorgegeben und Wettbewerber dadurch erheblich eingeschränkt würden. Sie forderte stärkere Mitspracherechte von Wettbewerbern ein und kritisierte, dass im Fernverkehr Möglichkeiten für Kooperationen gänzlich fehlten.
Mit einem Anteil von rund 40 Prozent im Jahr 2016 sowie 2,5 Milliarden Euro Umsatz sind Online- und Handytickets inzwischen der wichtigste Vertriebskanal der Deutschen Bahn, welche im Jahr 2014 noch bei einem Anteil von 30 Prozent lag. Der Anteil der Reisezentren am Fahrkartenvertrieb der Deutschen Bahn lag 2014 bei 18 Prozent, der der Fahrkartenautomaten bei 28 Prozent.
Mit einem Kulanzprogramm während der COVID-19-Pandemie sollten Kunden z. B. durch erweiterte Nutzung der erworbenen Fahrkarten entschädigt werden. Dies hat laut DB zur Änderung von über fünf Millionen Fahrten geführt. Der deutliche Anstieg von Beschwerden bei der Schlichtungsstelle zeigt jedoch, dass die Kundennähe und die getroffenen Entscheidungen seitens DB Vertrieb für die Kunden nicht immer nachvollziehbar sind.
Nach einer Entscheidung des Bundeskartellamtes vom 26. Juni 2023 verstieß die Deutsche Bahn gegen das Kartellrecht, da der Konzern seine Marktmacht gegenüber Mobilitätsplattformen missbrauche. Es gab der DB auf, bestimmte Verhaltensweisen und Vertragsklauseln zu ändern. Die DB sei beim Schienenpersonenverkehr in Deutschland das mit Abstand marktbeherrschende Unternehmen sowie eine „marktstarke“ Mobilitätsplattform (mit bahn.de und DB Navigator). Dienstleistungen von Mobilitätsplattformen, Reisenden eine integrierte Routenplanung zu ermöglichen, seien ohne die Einbindung der Angebote und der Verkehrsdaten der DB nicht denkbar. Nachdem eine „einvernehmliche Verfahrensbeendigung (…) nach langen Verhandlungen vor allem an einzelnen kommerziellen Bedingungen gescheitert“ sei, bedürfte es „einer behördlichen Anordnung, um mögliche Praktiken der Bevorzugung der eigenen Angebote oder nachteilige Konditionen für den Zugang zu Prognosedaten durch die marktbeherrschende Deutsche Bahn für die Zukunft zu verhindern“. Der DB wurden diverse Maßnahmen auferlegt. Die DB kritisierte die Entscheidung und kündigte an, Rechtsmittel einzulegen. Aus ihrer Sicht gehe der Beschluss weit über ursprüngliche Forderungen hinaus und führe zu hohen Mehraufwendungen ohne zusätzliche Einnahmen. Einen Antrag auf vorläufigen Rechtsschutz lehnte das Oberlandesgericht Düsseldorf in Teilen ab. Eine Entscheidung im Hauptsacheverfahren steht noch aus (Stand: Oktober 2024). Mit einer Entscheidung wird in zwei bis drei Jahren gerechnet.
Nach Angaben des Bundeskartellamtes habe die DB im September 2024 mit externen Online-Ticketverkäufern erste Verträge über den Zugang zu Prognosedaten im Zugverkehr geschlossen. Auch könnten externe Ticketvermittler Fahrkarten für die DB verkaufen, müssen sich jedoch mit Provisionen von höchstens 0,9 Prozent von deren Preis zufriedengeben, da die vom Bundeskartellamt errechneten Mindesthöhen dieser Provisionen Gegenstand des Hauptsacheverfahrens sind.